# Robert Kalina
Robert Kalina (Vienna, 29 giugno 1955) è un disegnatore austriaco.

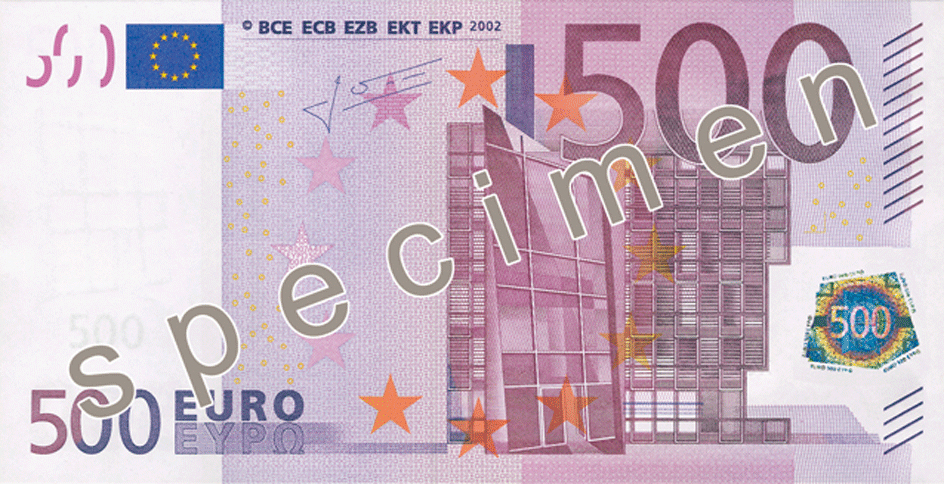
La banconota da 500 euro, dedicata al tema dell'architettura moderna

Lavora presso la Banca nazionale austriaca
È noto per aver disegnato la prima serie di banconote euro introdotte in circolazione nella zona euro a partire dal 1º gennaio 2002. I suoi schizzi, contrassegnati dalla sigla T 382, furono selezionati fra 44 bozze preparatorie, nell'ambito del concorso bandito per stabilire l'aspetto grafico delle future banconote euro. Il vincitore del concorso, bandito dall'Istituto monetario europeo, fu proclamato il 3 dicembre 1996.
Una notevole difficoltà era data dai termini del concorso, secondo cui i temi rappresentati non avrebbero dovuto attribuire preferenze ad alcuna nazione europea, per evitare risentimenti nazionalistici di qualsiasi tipo. Mentre molte altre bozze raffiguravano profili e volti di individui anonimi, Kalina preferì evitare di rappresentare figure umane e decorò le proprie bozze di banconota con finestre, ponti e portali, a simboleggiare l'apertura, la cooperazione e l'unione dei popoli europei con il resto del mondo. Ogni taglio di banconota raffigura inoltre elementi provenienti da un diverso periodo della storia dell'architettura.
Kalina è inoltre l'autore del progetto grafico delle banconote del manat azero introdotte in Azerbaigian il 1º gennaio 2006.